# Trojúhelník smutku
Trojúhelník smutku (v anglickém originále Triangle of Sadness) je satirická černá komedie z roku 2022, kterou napsal a režíroval Ruben Östlund a která je jeho celovečerním filmovým debutem v angličtině. V hlavních rolích se objevili Harris Dickinson, Charlbi Dean, Dolly de Leon, Zlatko Burić, Henrik Dorsin, Vicki Berlin a Woody Harrelson. Film vypráví o slavné modelce a modelovi, kteří jsou pozváni na luxusní plavbu pro bohaté, na které se začnou dít zvláštní věci.
Film měl premiéru na filmovém festivalu v Cannes v květnu 2022, kde sklidil osmiminutový potlesk ve stoje a získal Zlatou palmu. Jedná se o poslední film, ve kterém hrála Charlbi Dean, která zemřela v srpnu 2022, několik měsíců po světové premiéře filmu. Film získal vesměs pozitivní recenze.
Jeho uvedení do kin je naplánováno ve Francii na 28. září 2022, ve Spojených státech a Švédsku na 7. října, v Německu na 13. října a ve Velké Británii na 28. října. V Česku byl film poprvé uveden na Mezinárodním filmovém festivalu v Karlových Varech, do oficiální kinodistribuce se dostal 6. října 2022.

## O filmu
Model Carl (Harris Dickinson) a jeho přítelkyně Yaya (Charlbi Dean) se snaží skloubit úspěšnou kariéru v módním průmyslu a jejich milostný vztah. Na palubě jachty, kam jsou pozváni na luxusní dovolenou, se ocitnou ve společnosti ruského oligarchy, britského obchodníka se zbraněmi a spolku podlých postav, kterým velí americký kapitán (Woody Harrelson), citující Marxe.
S blížící se bouří se původně poklidný život na palubě lodi, který zpočátku připomíná sen influencerů na Instagramu, naplňuje nejistotou. Nálada houstne, načež se kapitán lodi rozhodne pohostit posádku výstředním jídlem. S tím, jak narůstá chaos, se mění rovnováha sil a řád věcí se obrací, čímž se připravuje půda pro nový druh třídního boje.

## Obsazení
| Harris Dickinson      | Carl                 |
| Charlbi Dean          | Yaya                 |
| Dolly de Leon         | Abigail              |
| Zlatko Burić          | Dimitry              |
| Woody Harrelson       | kapitán Thomas Smith |
| Iris Berben           | Therese              |
| Vicki Berlin          | Paula                |
| Henrik Dorsin         | Jorma Björkman       |
| Jean-Christophe Folly | Nelson               |
| Amanda Walker         | Clementine           |
| Oliver Ford Davies    | Winston              |
| Sunnyi Melles         | Vera                 |

## Recenze
Čeští filmoví kritici hodnotili film vesměs pozitivně a nadprůměrně:
- Adam Hencze a Jakub Brych, Pinbacker, 15. srpna 2022, [5]
- Matěj Svoboda, MovieZone, 20. září 2022, [6]
- Martin Adam Pavlík, Refresher, 30. září 2022, [7]
- Mirka Spáčilová, iDNES.cz, 6. října 2022, [8]
- František Fuka, FFFILM, 6. října 2022, [9]
- Věra Míšková, Právo, 6. října 2022, [10]
- Martin Mažári, Totalfilm.cz, 6. října 2022, [11]
- Marek Čech, AV Mania, 8. října 2022, [12]